# اچ‌ام‌اس هانیبال (۱۸۵۴)
اچ‌ام‌اس هانیبال (۱۸۵۴) (به انگلیسی: HMS Hannibal (1854)) یک کشتی بود که طول آن ۲۱۷ فوت (۶۶ متر) بود. این کشتی در سال ۱۸۵۴ ساخته شد.